# Tony Sipp
Tony Marcel Sipp (né le 12 juillet 1983 à Pascagoula, Mississippi, États-Unis) est un lanceur de relève gaucher des Astros de Houston de la Ligue majeure de baseball.

## Carrière

### Carrière scolaire et universitaire
Avant la signature de son premier contrat, Tony Sipp refuse deux fois de passer professionnel. Repêché en 2001 par les Cubs de Chicago au 28e tour de sélection, puis l'année suivante au 33e tour par les White Sox de Chicago, il préfère poursuivre ses études et rejoindre les Tigers de l'université de Clemson en Caroline du Sud. Il signe finalement son premier contrat professionnel avec les Indians de Cleveland, qui le réclament au 45e tour du repêchage amateur de 2004

### Carrière professionnelle

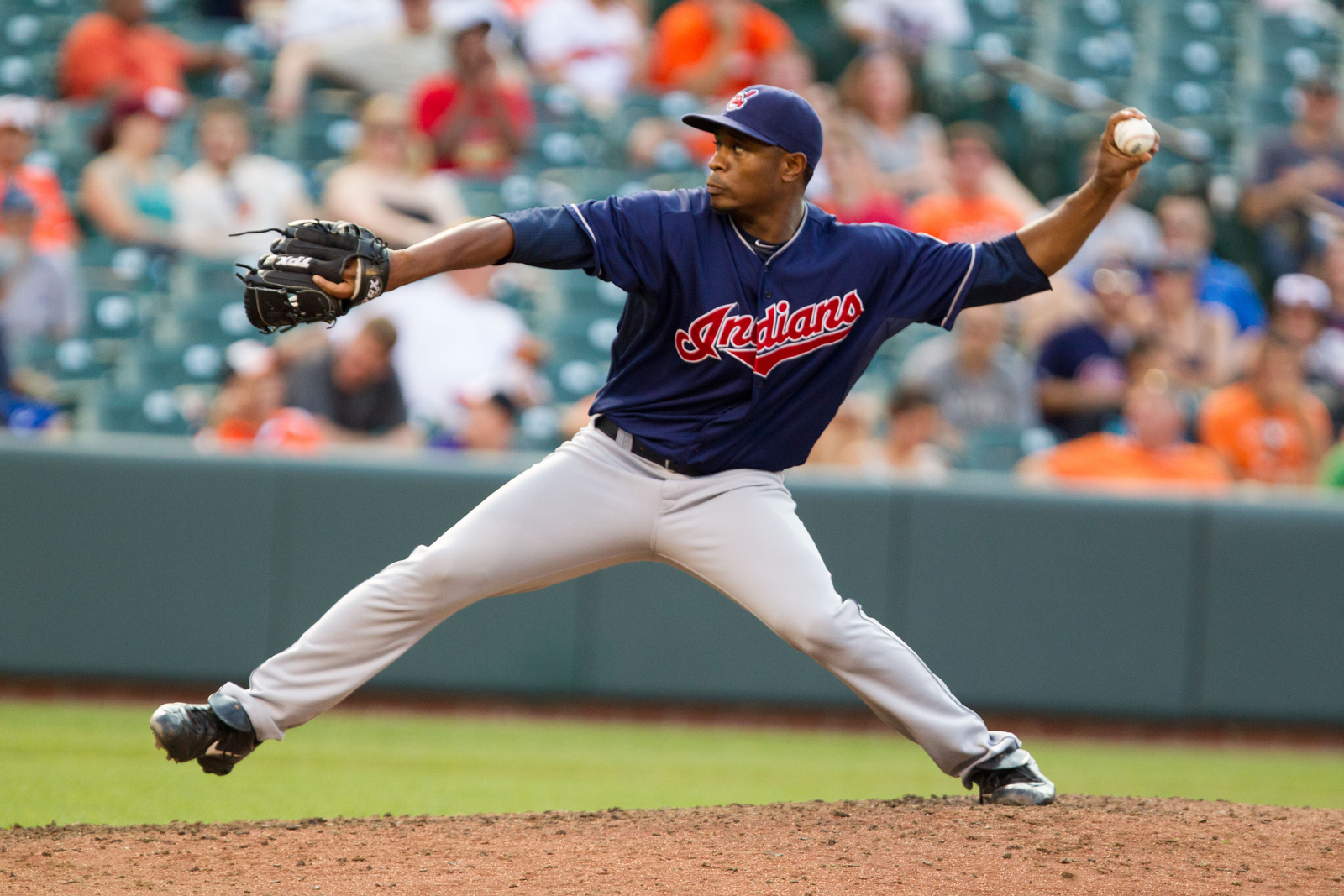
Tony Sipp en 2012 avec les Indians de Cleveland.

Il complète sa formation en ligues mineures avec les clubs-écoles des Indians : Mahoning Valley Scrappers (2004), Lake County Captains (2005), Indians de Kinston (2005) et Aeros d'Akron (2006).
Il est intégré à l'effectif des 40 joueurs des Indians de Cleveland en cours de saison 2007 sans faire son entrée en jeu. Idem la saison suivante où il évolue au mieux en AA avec Akron.
Tony Sipp débute en Ligue majeure le 22 avril 2009.
Il maintient une très bonne moyenne de points mérités de 2,93 avec 48 retraits sur des prises en 40 manches lancées à sa saison recrue.
En 2010, sa moyenne grimpe à 4,14 en 63 manches lancées et 70 présences en relève.
En 2011, Sipp apparaît dans 69 matchs des Indians et conserve une moyenne de 3,30 points mérités accordés par partie en 62 manches et un tiers au monticule. Il remporte 6 victoires contre 3 défaites.
La moyenne de points mérités de Sipp grimpe à 4,42 en 55 manches lancées 2012. Il obtient une victoire et un sauvetage et subit deux défaites en 63 rencontres.
Le 11 décembre 2012, Sipp, l'arrêt-court Didi Gregorius et le joueur de premier but Lars Anderson sont échangés aux Diamondbacks de l'Arizona contre les lanceurs droitiers Trevor Bauer, Matt Albers et Bryan Shaw. En 56 sorties pour Arizona en 2013, Sipp lance 37 manches et deux tiers et remet une moyenne de points mérités de 4,78.
Il signe chez les Padres de San Diego pour la saison suivante mais n'a pas la chance de jouer avec l'équipe.

### Astros de Houston
Libéré de son contrat par San Diego, Sipp rejoint les Astros de Houston le 2 mai 2014.
À sa deuxième année à Houston, il connaît en 2015 la meilleure saison de sa carrière avec une moyenne de points mérités d'à peine 1,99 en 54 manches et un tiers lancées lors de 60 apparitions au monticule. Il fait aussi ses débuts en éliminatoires, n'allouant qu'un point non mérité en 5 manches et un tiers de travail, mais encaissant néanmoins une défaite lors du 4e match de la Série de divisions, un revers qui fait tourner le vent en faveur des éventuels vainqueurs, les Royals de Kansas City.
Le 11 décembre 2015, Tony Sipp signe avec les Astros un nouveau contrat de 18 millions de dollars pour 3 ans.

## Statistiques
| Saison | Équipe    | G   | GS | CG | SHO | V | D | SV | IP    | SO  | ERA  |
| ------ | --------- | --- | -- | -- | --- | - | - | -- | ----- | --- | ---- |
| 2009   | Cleveland | 46  | 0  | 0  | 0   | 2 | 0 | 0  | 40.0  | 48  | 2,92 |
| 2010   | Cleveland | 70  | 0  | 0  | 0   | 2 | 2 | 1  | 63.0  | 69  | 4,14 |
| Totaux | Totaux    | 116 | 0  | 0  | 0   | 4 | 2 | 1  | 103.0 | 117 | 3,67 |

Note : G = Matches joués ; GS = Matches comme lanceur partant ; CG = Matches complets ; SHO = Blanchissages ; 
V = Victoires ; D = Défaites ; SV = Sauvetages ; IP = Manches lancées ; SO = Retraits sur des prises ; ERA = Moyenne de points mérités.